# 더글라스 크록포드
더글라스 크록포드(Douglas Crockford)는 자바스크립트 언어의 개발에 참여한 미국의 컴퓨터 프로그래머이자 기업가이다. JSON 데이터 포맷을 보급하였으며 JSLint, JSMin 등 다양한 자바스크립트 관련 도구들을 개발하였다. 현재 페이팔의 자바스크립트 선임 아키텍트로 있으며 자바스크립트, JSON, 그리고 관련 웹 기술의 작가, 연설가로 활동하고 있다. 더글러스 크락포드로도 읽는다. 자바스크립트로 유명한 책 '더글라스 크락포드의 자바스크립트 핵심가이드'의 저자이기도 하다.